# غراسي ألن
غراسي إثيل سيسيل روزالي ألن (بالإنجليزية: Gracie Allen)‏ (26 يوليو 1895 - 27 أغسطس 1964)، ممثلة أمريكية مثلت النوع المسرحي المعروف باسم الفودفيل، وممثلة كوميدية اشتهرت دوليًا كشريكة هزلية وشخصية كوميدية ثانوية مع زوجها جورج برنز، أخذ زوجها دور الرجل الذي يتكلم سطورًا تمنحها فرصة إلقاء النكات فيما يعرف «بالرجل المستقيم» وظهر معها في الإذاعة والتلفزيون والأفلام باعتبارهما الثنائي برنز وألن.
لمساهماتها في صناعة التلفزيون، كُرمت غراسي ألن بنجمة في ممر المشاهير في هوليوود في بولفار هوليوود 6672. أدخِلت مع برنز إلى قاعة مشاهير التلفزيون في عام 1988.
قالت الممثلة المساعدة بي بيناديرت عن ألن عام 1966: «ربما كانت واحدة من أعظم الممثلات في عصرنا».

## النشأة
ولدت ألن في سان فرانسيسكو، كاليفورنيا، لوالديها جورج ألن ومارغريت تيريزا «مولي» ألن (الاسم قبل الزواج ديراه، فيما بعد السيدة إدوارد بيجن)، وكان كلاهما من أصل كاثوليكي أيرلندي. ظهرت لأول مرة على خشبة المسرح في سن الثالثة وحصلت على دورها الأول في الإذاعة من قبل إيدي كانتور. تخرجت من مدرسة نجمة دير البحر في عام 1914، وخلال ذلك الوقت أصبحت راقصة موهوبة.
سرعان ما بدأت في أداء رقصات شعبية أيرلندية مع شقيقاتها الثلاث، اللواتي وصفن بأنهن «الأربعة الكولينز». في عام 1909 انضمت ألن إلى أختها، بيسي، كمؤدية فودفيل. في عرض عام 1922 التقت ألن بجورج برنز وشكل الاثنان عملًا كوميديًا. تزوجا في 7 يناير 1926 في كليفلاند بولاية أوهايو.
ولدت ألن مع تغاير لون القزحيتين، فكان لعينيها لونان مختلفان، واحدة زرقاء والأخرى خضراء.

### أسطورة تاريخ الميلاد
هناك بعض التناقض فيما يتعلق بتاريخ ميلادها. اعتمادًا على المصدر، يُزعم أن ألن ولدت في 26 يوليو عام 1895 أو 1896 أو 1902 أو 1906. دُمرت جميع السجلات الحيوية العامة التي تحتفظ بها مدينة ومقاطعة سان فرانسيسكو في الزلزال والحريق الكبير في أبريل 1906. أعلن زوجها، جورج برنز، أنه لا يعرف بالضبط كم عمرها، على الرغم من أنه من المفترض أنه هو الذي قدم تاريخ 26 يوليو 1902، والذي يظهر في سجل وفاتها. تُظهر علامة السرداب الخاصة بها أيضًا أن عام ميلادها 1902.
من بين دعابات ألن المميزة كان حوارًا ادعت فيه أنها ولدت عام 1906. ضغط عليها شريكها الكوميدي لإثبات أو تأكيد المعلومات. كانت تقول إن شهادة ميلادها أتلِفت في الزلزال. يشير شريكها إلى أنها ولدت في يوليو، لكن الزلزال كان قبل ثلاثة أشهر في أبريل. كانت ألن تبتسم ببساطة وترد: «حسنًا، لقد كان زلزالًا كبيرًا مروّعًا».
تأتي المعلومات الأكثر موثوقية من بيانات إحصاء سكان الولايات المتحدة التي جُمعت في 1 يونيو 1900. وفقًا للمعلومات الواردة في سجلات الإحصاء لولاية كاليفورنيا، مدينة ومقاطعة سان فرانسيسكو، ورد في تعداد المنطقة 38، الأسرة 217، الصفحة 11-إيه، غراسي ألن، 4 سنوات (ولدت في يوليو 1895) مع والديها، جورج وماغي وخمسة أشقاء. هذا يثبت أن غراسي ولدت قبل عام 1900 ويشير إلى أن تاريخ الميلاد 26 يوليو 1895 صحيح. لكن في الإحصاء الذي أجري في 15 أبريل 1910، لمنطقة التجمع 39 في سان فرانسيسكو، منطقة التعداد 216، الصفحة 5 - إيه، أدرِجت غراسي ألن على أنها تبلغ من العمر 13 عامًا (بدلًا من 14)، ما يشير إلى أن سنة الميلاد 1896، لكن هذا ليس نهائيًا وسجلات التعداد تختلف أحيانًا من سنة إلى أخرى.

## روابط خارجية
- غراسي ألن على موقع IMDb (الإنجليزية)
- غراسي ألن على موقع الموسوعة البريطانية (الإنجليزية)
- غراسي ألن على موقع ألو سيني (الفرنسية)
- غراسي ألن على موقع ميوزك برينز (الإنجليزية)
- غراسي ألن على موقع تيرنر كلاسيك موفيز (الإنجليزية)
- غراسي ألن على موقع أول موفي (الإنجليزية)
- غراسي ألن على موقع قاعدة بيانات برودواي على الإنترنت (الإنجليزية)
- غراسي ألن على موقع قاعدة بيانات برودواي على الإنترنت (الإنجليزية)
- غراسي ألن على موقع قاعدة بيانات الأفلام السويدية (السويدية)
- غراسي ألن على موقع إن إن دي بي (الإنجليزية)
- غراسي ألن على موقع فايند أغريف